# Classic Haribo 1994
La Classic Haribo 1994, prima edizione della corsa, si disputò il 17 febbraio 1994 su un percorso di 162 km tra Marsiglia ed Uzès. Fu vinta dal tedesco Erik Zabel, che terminò in 3h58'13".

## Ordine d'arrivo (Top 10)
| Pos. | Corridore             | Squadra       | Tempo    |
| ---- | --------------------- | ------------- | -------- |
| 1    | Erik Zabel            | Telekom       | 3h58'13" |
| 2    | D. Abdoujaparov       | Team Polti    | s.t.     |
| 3    | Johan Museeuw         | GB-MG Magl.   | s.t.     |
| 4    | George Hincapie       | Motorola      | s.t.     |
| 5    | Wilfried Nelissen     | Novémail      | s.t.     |
| 6    | Jans Koerts           | Festina-Lotus | s.t.     |
| 7    | Tristan Hoffman       | TVM-Bison Kit | s.t.     |
| 8    | Sylvain Bolay         | Jolly Club    | s.t.     |
| 9    | Christophe Leroscouet | Aubervilliers | s.t.     |
| 10   | Martin van Steen      | TVM-Bison Kit | s.t.     |